# Molfetta Sportiva 1932-1933
Questa pagina raccoglie i dati riguardanti il Molfetta Sportiva nelle competizioni ufficiali della stagione 1932-1933.

## Rosa
| N. |                   | Ruolo | Calciatore        |
| -- | ----------------- | ----- | ----------------- |
|    | Italia (bandiera) | P     | Giuseppe Abbascia |
|    | Italia (bandiera) | D     | Mario Bindi       |
|    | Italia (bandiera) | A     | Giuseppe Calò     |
|    | Italia (bandiera) | C     | Giuseppe Capriati |
|    | Italia (bandiera) | C     | Francesco Cosma   |
|    | Italia (bandiera) | D     | De Ceglie (I)     |

| N. |                   | Ruolo | Calciatore          |
| -- | ----------------- | ----- | ------------------- |
|    | Italia (bandiera) | A     | Francesco De Fazio  |
|    | Italia (bandiera) | A     | Giuseppe De Marinis |
|    | Italia (bandiera) | D     | Vittorio De Vescovi |
|    | Italia (bandiera) | D     | Arcangelo Di Reda   |
|    | Italia (bandiera) | D     | Tommaso Marescotti  |
|    | Italia (bandiera) | A     | Zito                |